# هماتینیک
هماتینیک‌ (به انگلیسی: Hematinic)
رده درمانی: ویتامین.
اشکال دارویی: قرص.

## موارد مصرف
هماتینیک برای درمان کم خونی تجویز می‌شود.

## مکانیسم اثر
جبران کمبود احتمالی آهن  و  ویتامین ب وویتامین ث برای ساخت گلبولهای قرمز خون. ترکیب مواد سازنده آن می‌تواند متفاوت باشد.

## عوارض جانبی
مانند عوارض مصرف آهن خوراکی (قرص فروس سولفات) می‌باشد